# عشق برای فروش (آلبوم تونی بنت و لیدی گاگا)
عشق برای فروش (انگلیسی: Love for Sale) دومین و آخرین آلبوم همکاری خوانندگان آمریکایی تونی بنت و لیدی گاگا است. این آلبوم در ۳۰ سپتامبر ۲۰۲۱ از طریق کلمبیا و اینترسکوپ رکوردز منتشر شد. این شصت و هفتمین و آخرین آلبوم استودیویی در طول فعالیت بنت است. در پی گونه به گونه (۲۰۱۴)، این دومین آلبوم همکاری میان این دو خواننده است که میان سال‌های ۲۰۱۸ و اوایل ۲۰۲۰ ضبط شد و متشکل از اجرایشان از استاندارد جازهای گوناگون آهنگساز آمریکایی، کول پورتر است که اثری برای ادای احترام از این آهنگساز است.